# Edgard Blochet
Edgard Blochet, né le 12 décembre 1870 à Bourges et mort le 5 septembre 1937, est un orientaliste français, spécialiste notamment de l'histoire des religions.

## Biographie
Il est diplômé en langue arabe  de l'École des langues orientales de Paris, puis diplômé de l'École pratique des hautes études dont il devient assistant entre 1895 et 1901, tout en faisant partie du département des manuscrits de la Bibliothèque nationale de France, où il est nommé en 1895 vice-bibliothécaire et en 1929 conservateur-adjoint. Ensuite il devient conservateur. Il prend sa retraite en novembre 1935 pour limite d'âge.
C'est à lui que l'on doit la continuité des travaux menés par M. Reinaud (1795-1867) et par E. Fagnan, et l'édition de catalogues de manuscrits arabes et turcs. Il publie L'histoire d'Alep de Kamal al-Din, dans La Revue de l'Orient latin (1895-1898) ;  Moufazzal ibn Abil-Fazaïl : Histoire des sultans mamelouks, dans Patrologia Orientalis (XII/3, XIV/3, XX/1) ; L'Inventaire des manuscrits arabes de la collection Decourdemanche (in Bibliographie moderne, 1906/3) ; le Catalogue des manuscrits arabes des nouvelles acquisitions [de la Bibliothèque nationale] (1884-1924) (Paris, 1925) ; le Catalogue des manuscrits turcs (2 vol., Paris, 1932-1933).
Il fut également le coauteur de trois catalogues de la Chester Beatty Library de Dublin (The Chester Beatty Library: A Catalogue of the Persian Manuscripts and Miniatures, 3 vol., Dublin, 1959-1962).
Il se passionne tout au long de sa carrière pour toutes sortes de sujets relatifs à l'Orient, pas nécessairement islamique, mais du christianisme oriental, ainsi que ce qui concerne l'iranologie achéménide, ou encore mongole. Il traduit par exemple la partie du Jāmeʿ al-tawārīkh qui va du règne d'Oktāy (Ögedey) Qāʾān à celui de Tīmūr Qāʾān (GMS, 1911, XVIII/2) et traduit Les inscriptions de Samarkand, dans la Revue archéologique et d'autres textes relatifs à l'Asie centrale.
Il traite aussi de sujets islamiques comme L'Ascension au ciel du prophète Mohammed, ou Les sources orientales de la Divine Comédie de Dante, avec bien évidemment l'étude du soufisme.
Blochet est un historien des religions au regard intelligent et sensible, comme le révèle sa publication La Conquête des États nestoriens de l’Asie centrale par les chiites : les influences chrétiennes et bouddhiques dans le dogme islamique; ou bien Christianisme et mazdéisme chez les Turcs orientaux ; La Pensée grecque dans le mysticisme oriental et De l’autonomie de l’évolution de la philosophie grecque.

## Source
- (it) Cet article est partiellement ou en totalité issu de l’article de Wikipédia en italien intitulé « Edgard Blochet » (voir la liste des auteurs).